# Бру
Бру (на шведски: Bro) е град в източната част на централна Швеция. Намира се в община Упландс-Бру на около 45 km северозападно от шведската столица Стокхолм в едноименния лен Стокхолм. На около 5 km на юг от Бру се намира езерото Меларен. Край Бру минава автомагистралата Е18 от Стокхолм до Еншьопинг. Има жп гара по линията Стокхолм-Еншьопинг. Разстоянието до общинския център Кунгсенген е около 10 km като се пътува по автомагистралата по посока на Стокхолм. Населението на града е 8635 жители, по приблизителна оценка от декември 2017 г.